# Otto Frommel (1871-1951)
Pour les articles homonymes, voir Otto Frommel.
Otto Frommel, né le 14 mai 1871 à Heidelberg et mort le 31 juillet 1951 dans sa ville natale, est un théologien et écrivain protestant.

## Biographie
Petit-fils du théologien Wilhelm Ludwig Frommel (de), il étudie la théologie, l'histoire et la musicologie à l'université d'Erlangen, puis à Heidelberg et Berlin. En 1895, il est nommé prédicateur assistant de l'Église luthérienne de Leipzig, puis vicaire et enfin prédicateur titulaire à Karlsruhe en 1906. En 1907, il succéda à Adolf Schmitthenner (de) au poste de pasteur de l'église du Christ (de) et obtient un poste de doyen et d'enseignant au séminaire de théologie près de Heidelberg. En 1912, il passe son habilitation et obtient un poste de professeur.
Après sa retraite en 1937, il publie plusieurs ouvrages : des sermons, des poèmes, des récits, des romans et une biographie de son oncle, le théologien Emil Frommel (de) (1828-1896).